# Oostelijke smaragdhagedis
De oostelijke smaragdhagedis (Lacerta viridis) is een hagedis uit de familie echte hagedissen (Lacertidae). De soort had lange tijd simpelweg smaragdhagedis als Nederlandse naam, waardoor deze veel wordt gebruikt in de literatuur.
De oostelijke smaragdhagedis is een van de grootste soorten echte hagedissen en kan inclusief staart een lengte bereiken van meer dan 40 centimeter. Op de parelhagedis (Timon lepidus) na is het daarnaast de bekendste soort.
De oostelijke smaragdhagedis komt voornamelijk voor rond het oostelijke deel van het Middellandse Zeegebied. Van west naar oost loopt het verspreidingsgebied van westelijk Slovenië tot het Aziatische deel van Rusland. De noordelijke grens van het verspreidingsgebied reikt tot in zuidelijk en oostelijk Duitsland, in België en Nederland komt de hagedis niet voor. In het grootste deel van het areaal is de soort algemeen, maar de hagedis wordt in de meeste Europese landen beschermd. De oostelijke smaragdhagedis wordt wel in gevangenschap gehouden.
De hagedis is soms moeilijk te onderscheiden van verwante soorten maar de verspreidingsgebieden overlappen elkaar vaak niet. De hagedis leeft in begroeide gebieden met schuilplaatsen en mogelijkheden om te zonnen. Het is een snelle soort die bij verstoring in zijn hol schiet of in een boom klimt. Op het menu staan voornamelijk kleine dieren maar ook vruchten worden wel gegeten.

## Verspreiding

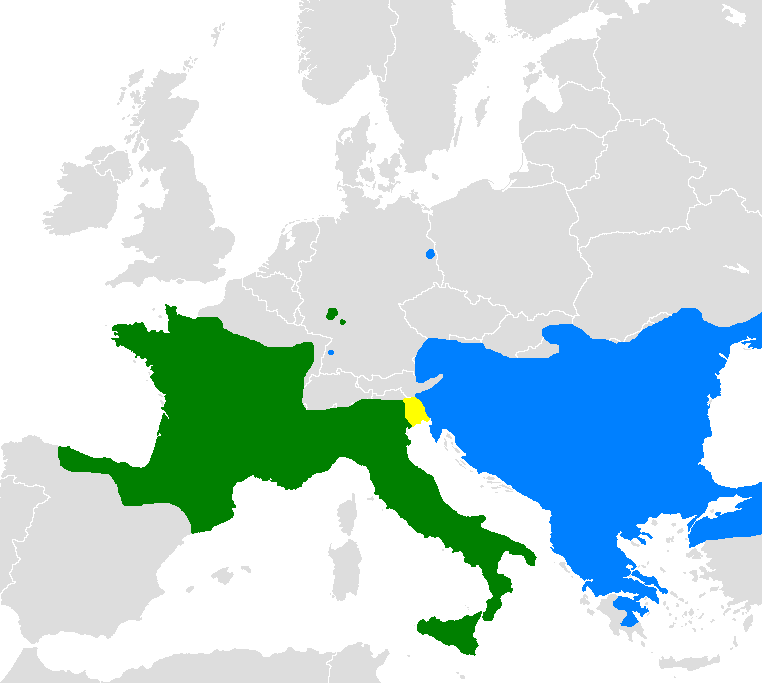
Verspreiding in het blauw, groen geeft de verspreiding van de westelijke smaragdhagedis weer en geel de hybridisatiezone.

De oostelijke smaragdhagedis komt voor in het oostelijke deel van zuidelijk Europa. In oudere literatuur beslaat het verspreidingsgebied geheel zuidelijk Europa, maar omdat een van de toenmalige ondersoorten later als een aparte soort werd erkend, de westelijke smaragdhagedis (Lacerta bilineata), is het areaal dientengevolge in tweeën gehakt waardoor het aanzienlijk kleiner is geworden.
De oostelijke smaragdhagedis komt voor in de landen Bulgarije, Griekenland, Kroatië, Hongarije, Moldavië, Oekraïne, Oostenrijk (Deelstaten Karinthië, Steiermark, Burgenland, Neder-Oostenrijk, Opper-Oostenrijk) Polen, Roemenië, Slovenië, Slowakije, Tsjechië en Turkije (oostelijke Zwarte Zeekust).
Het verspreidingsgebied verschilt vaak per ondersoort, zie onder ondersoorten.
Ook in sommige noordelijker gelegen gebieden komt de hagedis voor. In zuidoostelijk Duitsland komen enkele geïsoleerde populaties voor, zoals in het Rijndal. Daarnaast duiken af en toe uitgezette exemplaren op, zoals in 2006 in het Heidebos in de Oost-Vlaamse gemeente Moerbeke.

### Habitat
De habitat bestaat uit sterk begroeide gebieden zoals bosranden en bossen, daarnaast wordt de hagedis in meer open delen met veel vegetatie aangetroffen. Sterk begroeide gecultiveerde landschappen zijn eveneens geschikt, zoals rommelige tuinen en boomgaarden. De hagedis komt wat betreft hoogteverspreiding voor van laaglanden op zeeniveau tot een hoogte van 2130 meter boven zeeniveau.

## Uiterlijke kenmerken

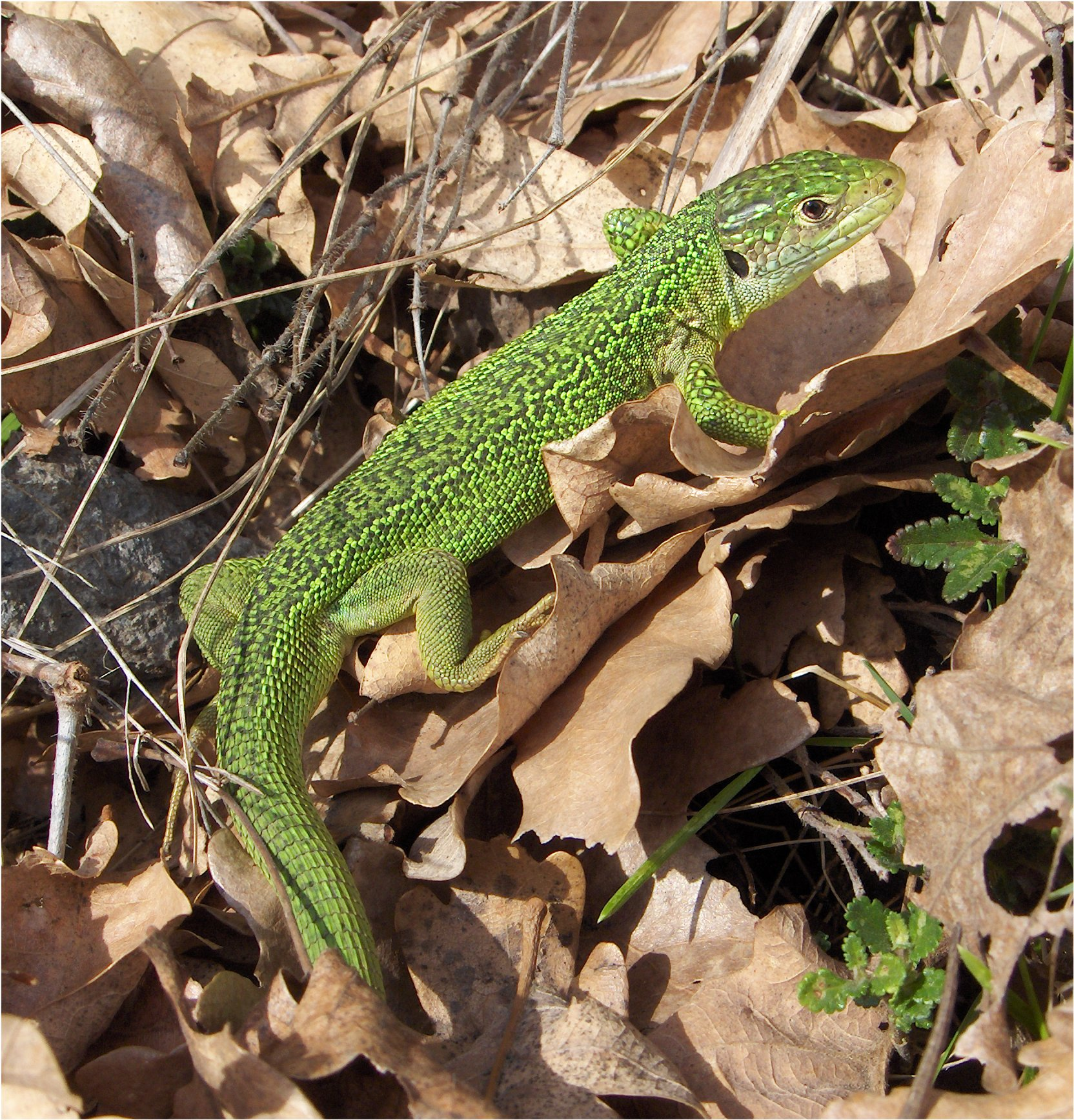
Subadult exemplaar uit Kaiserstuhl, een laaggebergte in Duitsland.

De oostelijke smaragdhagedis is een grote, forsgebouwde hagedis die een smaragdgroene kleur heeft waaraan de Nederlandse naam te danken is. De mannetjes zijn vaak intenser groen van kleur dan de vrouwtjes en hebben vaak een tekening bestaande uit vele zeer kleine zwarte vlekjes. De vlekjes beslaan slechts enkele schubben, soms is een goudgele gloed op de rug aanwezig. Mannetjes hebben in de paartijd een blauwe keel en zijkanten van de kop, de buik is geel van kleur. Vrouwtjes hebben een meer groene buik en zijn wat fletser tot soms bruin van kleur, vrouwtjes zijn soms gestreept. Vrouwtjes hebben soms een grijsblauwe keel maar deze is duidelijk minder geprononceerd dan bij de mannetjes.
De hagedis is op twee na de grootste soort die behoort tot de echte hagedissen, alleen de parelhagedis (1 meter) en reuzensmaragdhagedis (60 cm) worden nog langer. De lichaamslengte van de oostelijke smaragdhagedis bedraagt ongeveer 13 centimeter, inclusief staart kan de hagedis een lengte van 30 tot 45 cm bereiken. De vrouwtjes blijven kleiner dan de mannetjes en hebben ook een kleinere en smallere kop. Mannetjes zijn daarnaast te onderscheiden aan de onderzijde, ze hebben vergrote femorale poriën.
De staart beslaat bijna twee derde van de totale lichaamslengte. De staart neigt iets naar bruin en is voorzien van in ringen gelegen schubbenrijen. De staart wordt gebruikt als balans bij het klimmen en het rennen en ook als de hagedis een prooi bespringt speelt de staart een belangrijke rol. De staart is erg krachtig, de mannetjes slaan elkaar met hun staart tijdens de baltsgevechten. Niet zelden gaat hierbij de staart verloren, net als andere hagedissen kent de smaragdhagedis caudale autotomie, wat betekent dat het dier zijn staart afwerpt als hieraan getrokken wordt. De staart is van binnen voorzien van staartwervels waarvan er één zwakker is en het breekpunt vormt. De originele staart van de hagedis wordt de primaire staart genoemd, nadat deze is afgeworpen groeit er na enige tijd een secundaire staart, die echter korter is dan de originele staart en een donkere kleur heeft.
Binnen de soort is er veel variatie die sterk samenhangt met de geografische locatie. Exemplaren uit Griekenland die behoren tot de ondersoort Lacerta viridis meridionalis bijvoorbeeld hebben een overwegend bruine kleur met een groene rug.
De juvenielen zijn egaal bruingrijs met een groene buik als ze uit het ei komen, ze hebben soms lichte vlekjes aan de flank maar zijn nooit zo sterk gevlekt als de jongen van de zandhagedis (Lacerta agilis), die er verder sterk op lijken. Na een jaar krijgen ze een groene rug en kop, aan de flanken zijn twee of vier rijen witte vlekken of vlekkerige strepen aanwezig, de buikzijde kleurt gelig. Na twee tot drie jaar zijn ze volwassen en krijgen ze hun adulte kleed met egaal groene kleur.

### Onderscheid met andere soorten
De vrouwtjes en vooral juvenielen zijn gestreept en hebben altijd een even aantal; twee of vier strepen. Bij de reuzensmaragdhagedis (Lacerta trilineata) echter is het aantal strepen altijd oneven, drie tof vijf. Dit komt door de aanwezigheid van een streep op het midden van de rug, die altijd ontbreekt bij de oostelijke smaragdhagedis. Ook de westelijke smaragdhagedis heeft een even aantal strepen.

## Levenswijze

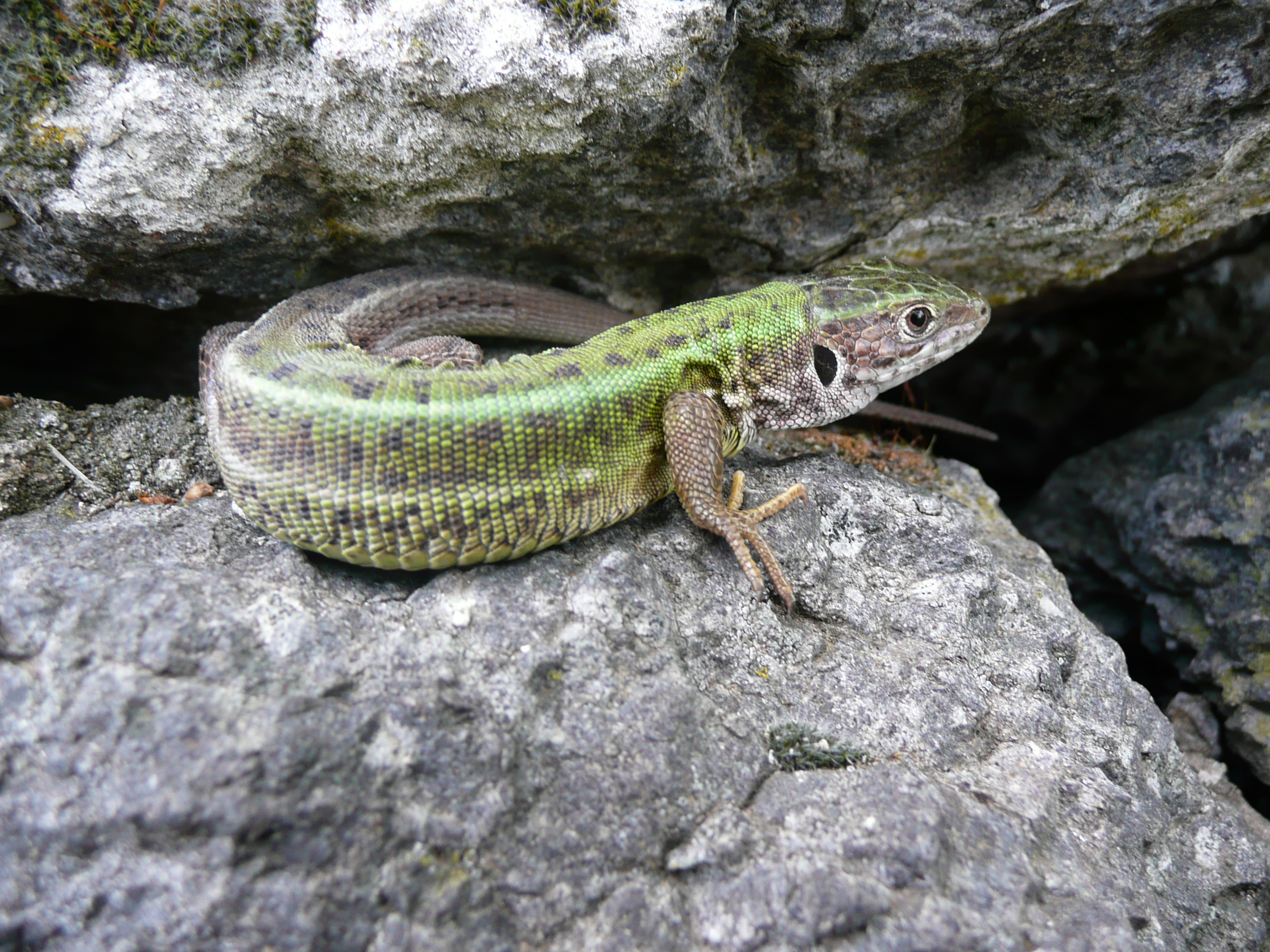
De hagedis bewoont holen en spleten tussen stenen.

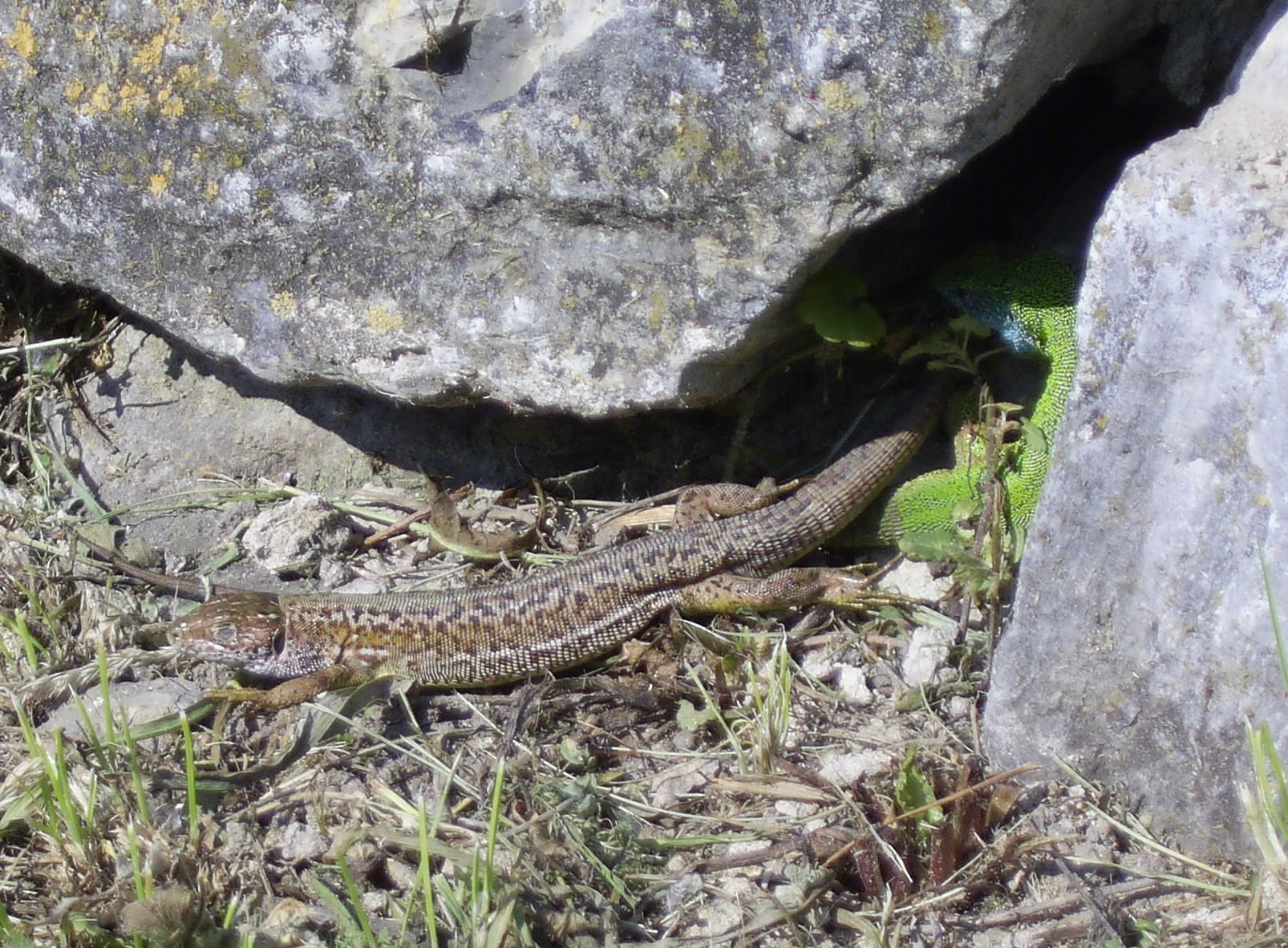
Koppeltje uit Slowakije.

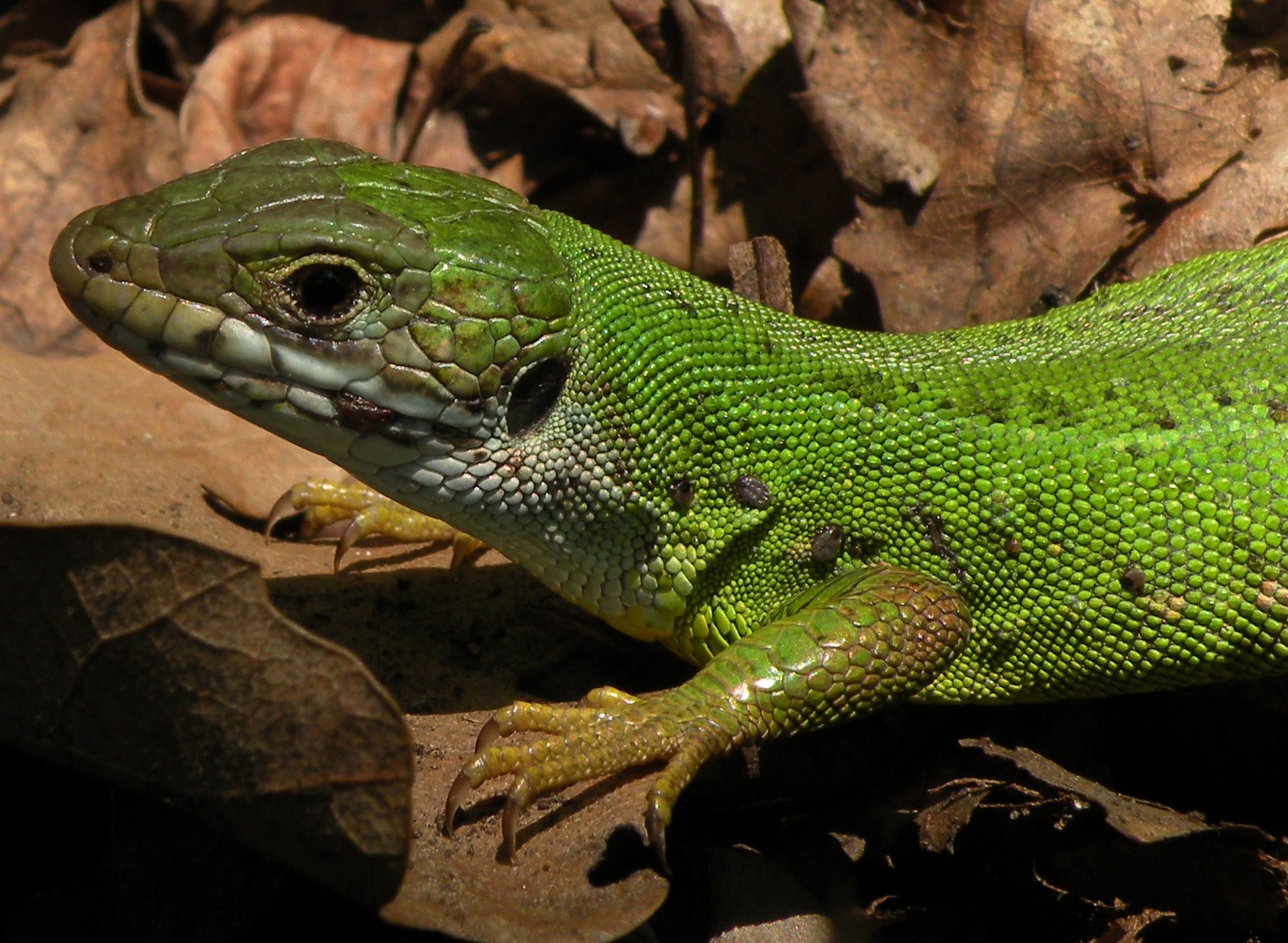
Veel exemplaren dragen teken, hier zijn er een aantal zichtbaar rond de poot.

De oostelijke smaragdhagedis is een bodembewonende soort die door de bouw en grootte niet heel behendig is in steil klimmen, maar op lage muurtjes is deze soort erg snel. De hagedis wordt vaak zonnend aangetroffen op een steen of tak, als het te heet wordt schuilt de hagedis onder een steen of in een hol. Het nemen van een zonnebad is belangrijk voor de koudbloedige hagedis, bij een te lage temperatuur is het dier erg langzaam. Eenmaal opgewarmd echter zijn smaragdhagedissen zeer behendig. De oostelijke smaragdhagedis is warmteminnend en prefereert een temperatuur van 32 tot 33° Celsius. Al bij een temperatuur van 15 graden zijn de dieren actief.

### Voortplanting en ontwikkeling
De hagedissen komen in de lente vanaf april uit hun winterkwartier en zoeken elkaar op voor de paring. De mannetjes komen iets eerder tevoorschijn dan de vrouwtjes en zijn al rond maart te zien, de voortplantingstijd duurt tot juni. De mannetjes verdedigen een territorium waarbij ze concurrenten fel bestrijden. De gevechten van de mannetjes zijn goed bestudeerd bij dieren in gevangenschap. Een mannetje dat op het punt staat een tegenstander aan te vallen buigt zijn kop zo dat zo veel mogelijk van de blauwe keel en zijkanten van de kop te zien zijn. Als de mannetjes elkaar aanvallen bijten ze in de kop van de tegenstander en ook wordt krachtig met de staart geslagen. De dieren kunnen hierbij letsel oplopen, het gevecht eindigt als een van de twee zich onderdanig gedraagt. Dit gebeurt door de kop te verheffen en met de poten trappelende bewegingen te maken, waarbij het dier blijft stilstaan. Waarschijnlijk dient dit om aan te geven dat het dier tot vluchten bereid is.
 Tijdens de paring ankert het mannetje zich aan het vrouwtje door haar in de kop te bijten waarbij hij zijn staart onder haar lichaam buigt. De paring heeft hierdoor veel weg van een gevecht. Met een van de twee hemipenissen maakt het mannetje contact met de cloaca van het vrouwtje. Na de paring blijft het koppeltje enige tijd bij elkaar, waarbij het mannetje zijn partner bewaakt.
De smaragdhagedis is eierleggend, het aantal eitjes varieert van vijf tot meer dan twintig. De eitjes zijn wit en enigszins ovaal van vorm en hebben een perkamentachtige schaal. De vrouwtjes zetten de eieren na ongeveer 6 weken af waarbij ze begraven worden in een holletje. De embryo's ontwikkelen zich gedurende enkele maanden en komen rond augustus en september uit het ei. De incubatietijd is afhankelijk van de omgevingstemperatuur, bij een temperatuur van 27 graden komen ze uit na 65 dagen en bij 32 graden komen ze na 45 dagen uit.
Als de jongen uit het ei kruipen zijn ze ongeveer vier centimeter lang inclusief staart. Ze zijn al direct zelfstandig en zodra ze het ei hebben verlaten gaan ze op jacht naar kleine insecten. Ze moeten reserves aanleggen voor hun eerste winterslaap. De oudere dieren hebben zich allang teruggetrokken in hun schuilplaats als de juvenielen nog te zien zijn. De winterslaap vindt plaats in oude holen van knaagdieren, holle bomen, holtes tussen boomwortels en andere vorstbestendige plaatsen. Het duurt ongeveer drie jaar eer de jongen volwassen zijn. De smaragdhagedis heeft een levensverwachting van meer dan tien jaar.

### Voedsel
De hagedis eet voornamelijk ongewervelde dieren, en vanwege zijn grootte worden vaak wat forsere prooien gekozen zoals grotere rechtvleugeligen. Andere prooien zijn kevers, spinnen, rupsen, wormen en slakken. Ook kleine gewervelde dieren staan op het menu, waaronder kleinere hagedissen. Net als andere echte hagedissen zijn smaragdhagedissen kannibalistisch en eten hun eigen jongen. Ten slotte worden tevens andere kleine gewervelden zoals nestjonge knaagdieren en jonge vogels worden wel gegrepen, evenals de eieren van verschillende dieren zoals reptielen en vogels. Vogeleieren worden niet alleen op de bodem gegeten maar ook nesten die zich in bomen bevinden zijn niet veilig.
De prooi wordt meestal vanuit een hinderlaag aangevallen waarbij de hagedis een sprong kan maken. Naast dierlijk materiaal eet de hagedis soms plantendelen, in het bijzonder rijpe vruchten zoals bessen of zacht fruit. Ook van andere in beginsel vleesetende hagedissen is bekend dat ze soms vruchten eten.

### Vijanden
De belangrijkste predatoren van de smaragdhagedis zijn slangen, rovende zoogdieren en roofvogels. Slangen benaderen de hagedis door het hol in te sluipen terwijl vogels proberen een zonnend exemplaar van de bodem te plukken. Ook rovende zoogdieren als marters eten de hagedis en daarnaast vormen huisdieren als katten een gevaar.
De hagedis kent verschillende in- en uitwendige parasieten, zoals teken, mijten en rondwormen. De smaragdhagedis is een van de hagedissen die de lymeziekte veroorzakende bacterie Borrelia lusitaniae kan dragen. Het is niet bekend of hagedissen een grote rol spelen bij de verspreiding ervan door teken.
Bij bedreiging vlucht de hagedis in een hol of in een boomkruin. Het is een snelle en erg schuwe soort die zich niet laat benaderen. Door de zon opgewarmde exemplaren kunnen agressief dreiggedrag vertonen.

### Bedreigingen
In het grootste deel van het areaal komt de hagedis algemeen voor, de internationale organisatie IUCN heeft de beschermingsstatus van de soort aangemerkt als veilig (LC of least concern). Deze soort is onder meer in Turkije door het gebruik van gewasbeschermingsmiddelen in de bosbouw bedreigd. Voornamelijk insecticiden zijn een bedreiging omdat ze het aantal prooien doen afnemen en de overblijvende prooien kunnen de hagedis vergiftigen. Ook huisdieren als katten zorgen voor predatiedruk. Vermoed wordt dat de hagedis in Polen is uitgestorven. In Duitsland zijn slechts enkele sterk geïsoleerde populaties bekend en staat de hagedis te boek als ernstig bedreigd (CR of Critically Endangered).

## Taxonomie en naamgeving

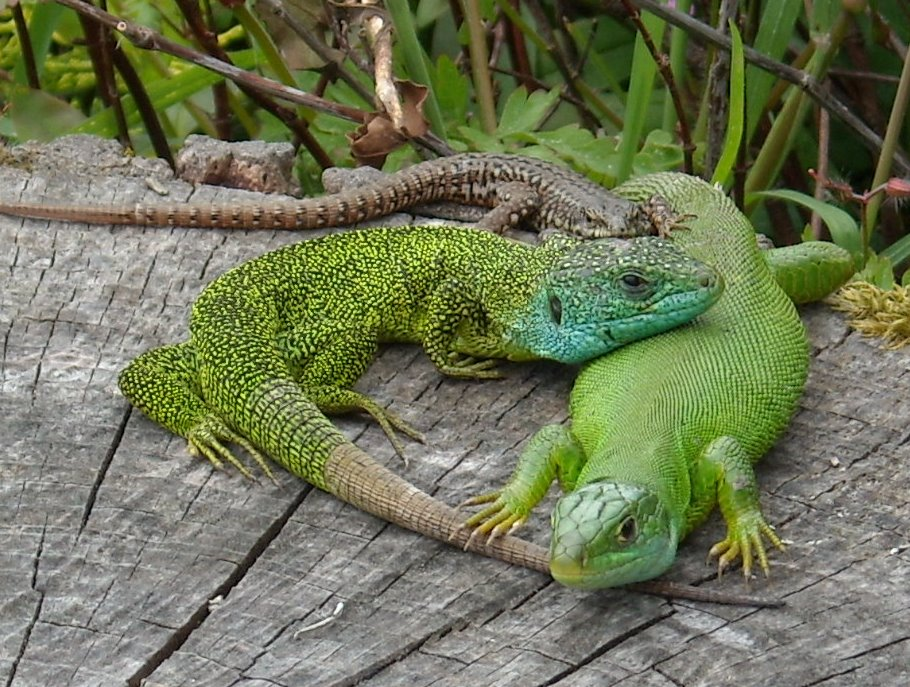
Westelijke smaragdhagedis (Lacerta bilineata), koppeltje. Op de achtergrond is een muurhagedis te zien.

De oostelijke smaragdhagedis werd voor het eerst wetenschappelijk beschreven in 1768 door Josephus Nicolaus Laurenti als Seps viridis. Het Latijnse woord viridis is Latijn voor 'groen'.
De Nederlandse naam was lange tijd simpelweg smaragdhagedis (Grzimek, Václav Laňka & Zbyšek Vít) maar in 2005 werd de naam door RAVON in een naamlijst van de Europese reptielen veranderd in oostelijke smaragdhagedis. Dit was het gevolg van de splitsing van een van de ondersoorten (L. v. bilineata) tot een aparte soort, deze wordt de westelijke smaragdhagedis genoemd. De geldigheid van deze afsplitsing wordt door sommige biologen in twijfel getrokken omdat de verschillen minimaal zijn en de twee soorten zich onderling kunnen voortplanten.
De afsplitsing van de twee soorten heeft als gevolg dat het verspreidingsgebied van de oostelijke smaragdhagedis zowat is gehalveerd. Vóór de afsplitsing was de smaragdhagedis als exoot bekend in de Verenigde Staten in de staat Kansas. Deze populaties worden tegenwoordig echter toegewezen aan de westelijke smaragdhagedis. Sommige bronnen vermelden echter nog de oude situatie.
Samen met de grotere reuzensmaragdhagedis (Lacerta trilineata) en de parelhagedis (Timon lepidus) is het een van de grootste soorten hagedissen in Europa. Soms wordt de soortnaam met virides aangeduid maar deze naam is onjuist. De oostelijke smaragdhagedis is de bekendste vertegenwoordiger uit het geslacht van de halsbandhagedissen (Lacerta).

### Ondersoorten
Er worden tegenwoordig drie ondersoorten erkend, die verschillen in uiterlijke kenmerken en het verspreidingsgebied. De onderstaande gegevens zijn afkomstig van de Reptile Database. De ondersoorten zijn onderstaand weergegeven, met de auteur en het verspreidingsgebied.
| Naam                            | Auteur                         | Verspreidingsgebied                                               |
| ------------------------------- | ------------------------------ | ----------------------------------------------------------------- |
| Lacerta viridis guentherpetersi | Rykena, Nettmann & Mayer, 2001 | Italië (Elba)                                                     |
| Lacerta viridis meridionalis    | Cyrén, 1933                    | Griekenland (inclusief Corfu), Roemenië en noordwestelijk Turkije |
| Lacerta viridis viridis         | Laurenti, 1768                 | De rest van het areaal.                                           |

## Afbeeldingen

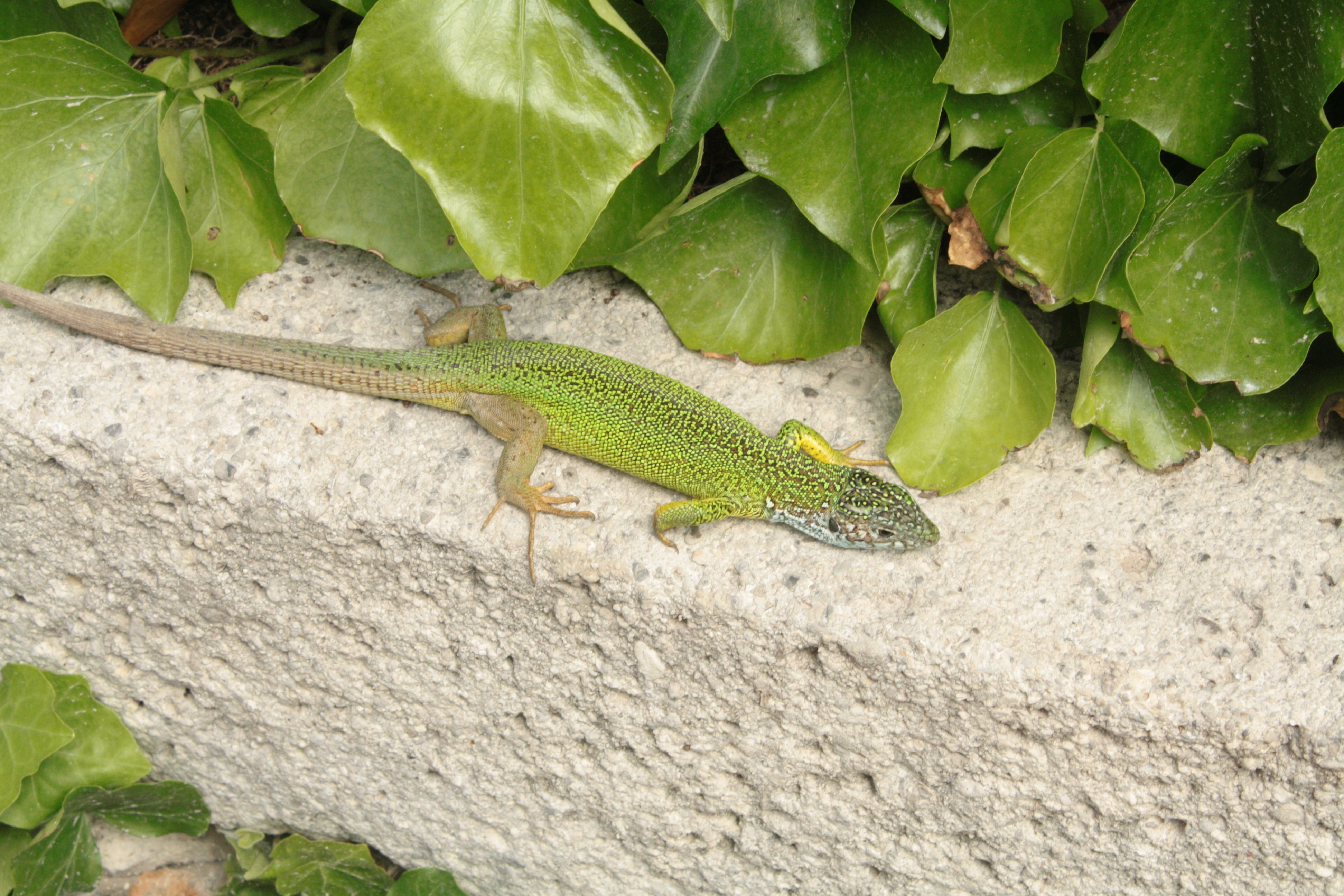
Een zonnend exemplaar.
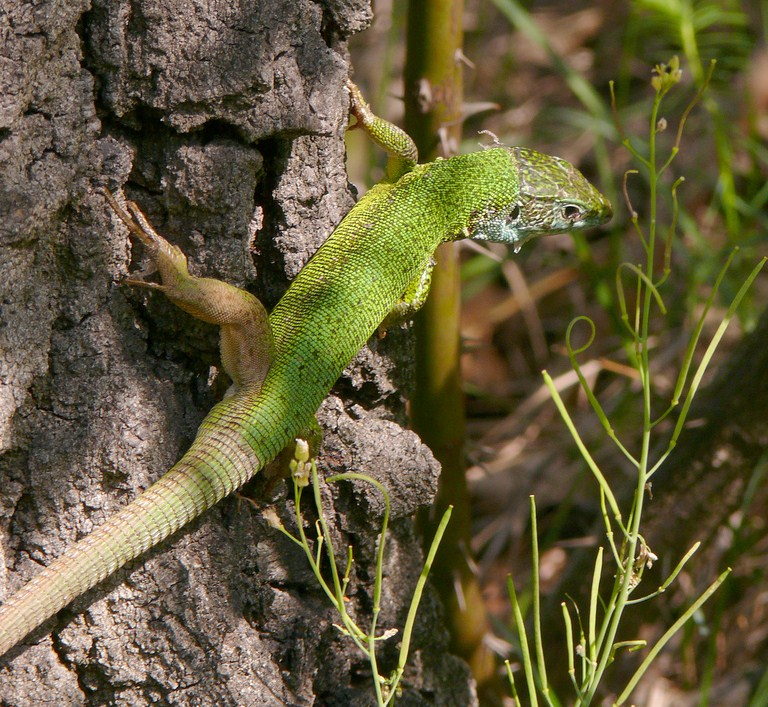
Klimmend mannetje uit Hongarije.
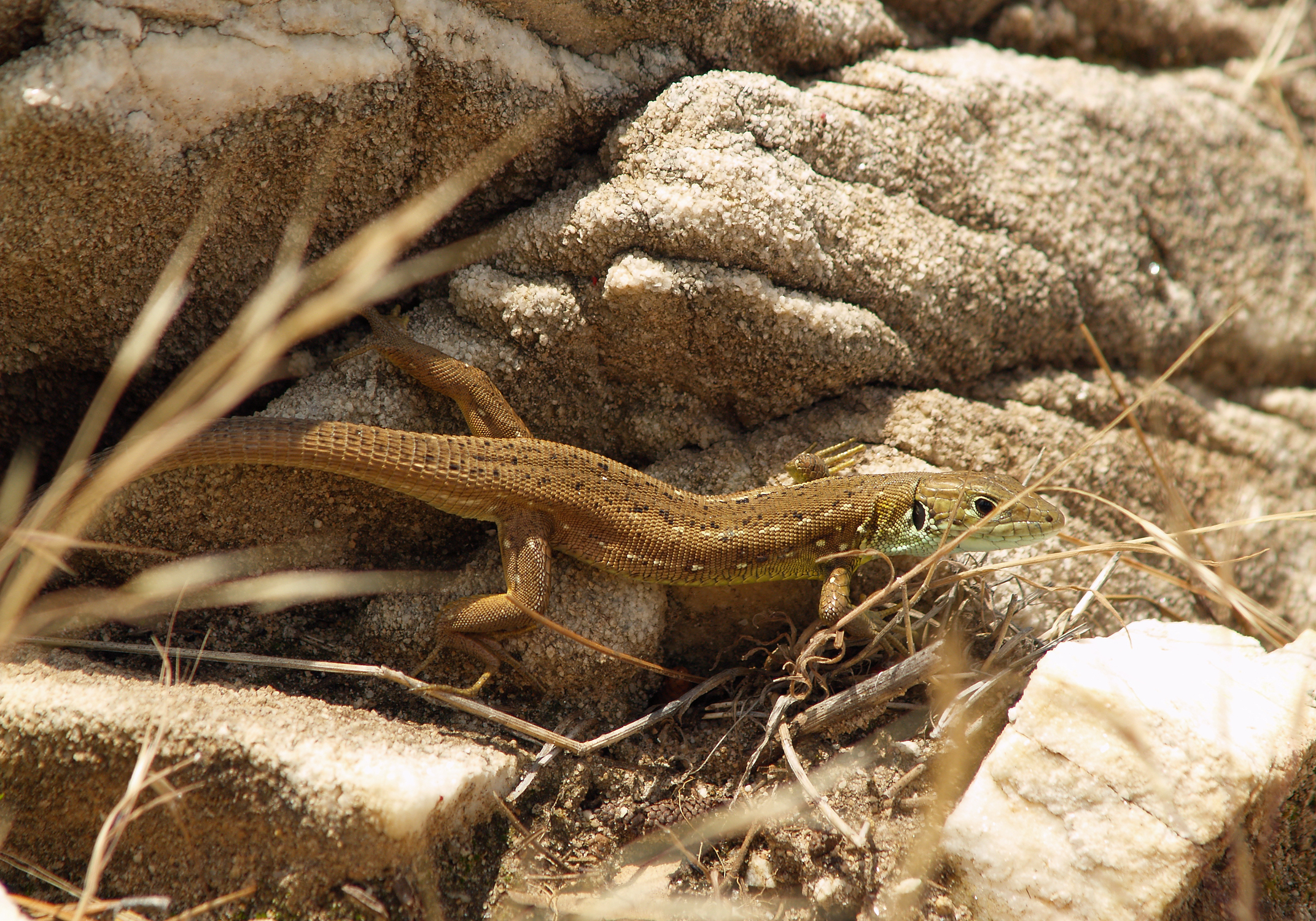
Een subadult exemplaar uit Thasos, Griekenland.
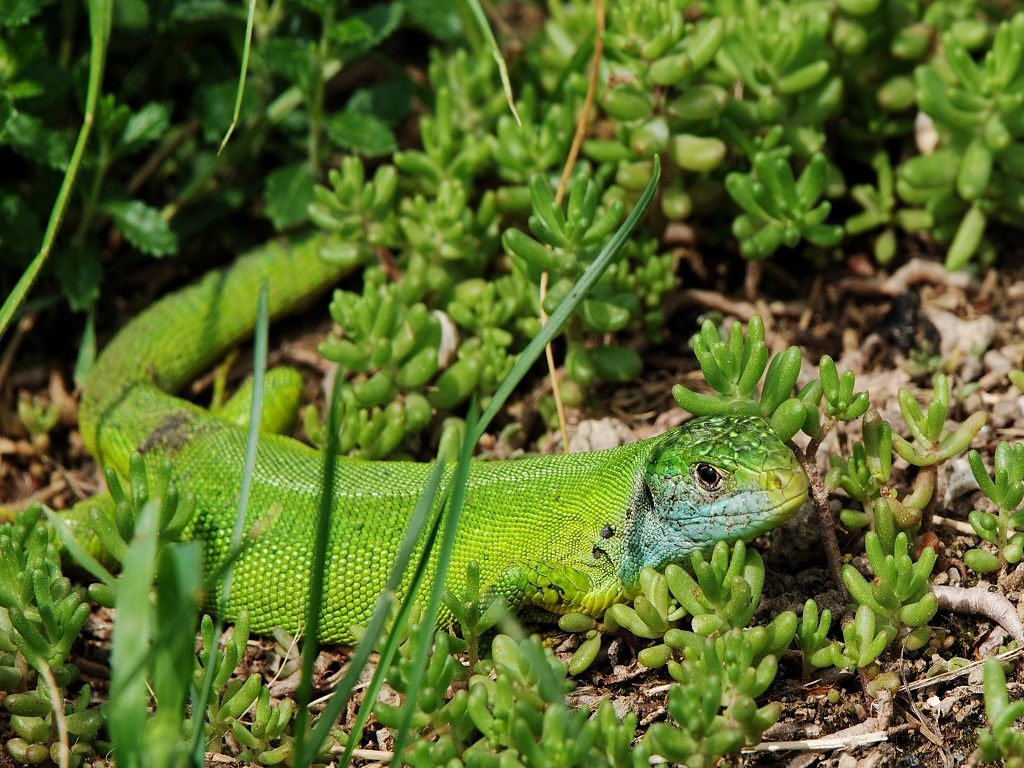
Vrouwtje tussen vegetatie.